# Francine Houben
Francine Marie Jeanne Houben (pronunciació holandesa: [frɑnˈsɪnə dt.ːˈrɪ ˈʒɑnə ˈɦʌubən]; nascuda el 2 juliol de 1955) és una arquitecta holandesa. Graduada cum laude per la Universitat Tècnica de Delft, és sòcia fundadora i directora creativa de Mecanoo architecten, amb seu a Delft, Països Baixos, i amb oficines a Londres, Regne Unit, Washington DC, Estats Units i Kaohsiung, Taiwan.

## Treball
El seu treball és molt variat i inclou projectes com universitats, biblioteques, teatres, àrees residencials, museus i hotels. Houben combina les disciplines de paisatge, planificació urbanística i arquitectura. Segons la seva biografia, "basa el seu treball en una anàlisi precisa juntament amb una intuïció que ha anat desenvolupant al llarg de tres dècades interrelacionant aspectes socials, tècnics, d'esbarjo i humans, de la creació d'espais que junts formen una solució única per a cada repte arquitectònic." El seu treball ha estat reconegut internacionalment; destaca recentment el seu treball a la Biblioteca de Birmingham, preseleccionat l'any 2014 per al premi Stirling del RIBA. Quan va ser nominada, l'any 2014, per la revista Architects' Journal com a Arquitecta de l'Any, Houben va declarar que "és un gran privilegi dissenyar la Biblioteca de Birmingham. L'arquitectura és fonamentalment un treball d'equip: donar suport i tenir visió al mateix temps són molt importants. Les dones són especialment bones en aquests aspectes."
El seu treball és particularment conegut pel disseny de biblioteques. La biblioteca de la Universitat Tècnica de Delf, completada el 1997, li va portar a la Biblioteca de Birmingham (2013) i a la rehabilitació de la Biblioteca Commemorativa de  Martin Luther King Jr., a Washington, DC. Ha parlat extensament de biblioteques i edificis públics; declarà que "les biblioteques són els edificis públics més importants, com les catedrals ho eren fa molts anys".
Francine Houben ha treballat com a professora universitària tant als Països Baixos com a l'estranger, i el 2007 va ser professora visitant a la Universitat Harvard. De 2002 a 2006 va exercir el càrrec d'arquitecta municipal a la ciutat d'Almere. El 2001, publica el manifest central de la seva obra: "Composició, contrast, complexitat" i és la "curator" de la Primera Biennale Internacional d'Arquitectura de Rotterdam el 2003. El 2010 Francine Houben va rebre l'afiliació per a tota la vida a l'"Akademie der Künste", en el departament d'Arquitectura, a Berlín.

## Premis
Al novembre de 2015 la reina Màxima d'Holanda li va lliurar el premi Prins Bernhard Cultuurfonds pel seu treball.
Al 2019 Francine Houben fou guardonada amb el Premi Internacional Prix des Femmes Architectes, un premi instituït per l'Association pour la recherche sur la ville et l'habitat (ARVHA) amb el suport del govern francès, per mitjà dels Ministeris de Cultura i dels drets de les dones.

## Projectes seleccionats
- Biblioteca de la Universitat de Tecnologia de Delft (1997) i Mekel Park (2009)
- Capella de Santa Maria dels Àngels (Ròterdam, 2001)
- El gratacel Montevideo (Ròterdam, 2006)
- Edifici Fiftytwo Graus (Nijmegen, 2007)
- El Nelson Mandela Park en Bijlmermeer (Àmsterdam Zuidoost, 2010)
- Teatre La Llotja i Centre de Congressos (Lleida, 2010)
- Kaap Skil, Marítima i Museu Beachcombers (Oudeschild, Texel, 2012)
- La Biblioteca de Birmingham (Birmingham, 2013)
- El Centre d'Assessorament Westelijke Mijnstreek del Rabobank (Sittard, 2014)
- L'edifici de l'Estació de tren de Delft i les Oficines Municipals (Delft, 2015)
- El Centre d'Art HOME (Manchester, 2015)
- L'edifici municipal Bruce C. Bolling (Boston, DT, 2015)
- La rehabilitació de la Biblioteca Commemorativa de Martin Luther King a Washington DC (en curs)
- Centre Nacional de Kaohsiung per a les Arts a Kaohsiung (en curs)
- Tres centres culturals i un centre comercial a Shenzhen (en curs)

## Galeria d'imatges

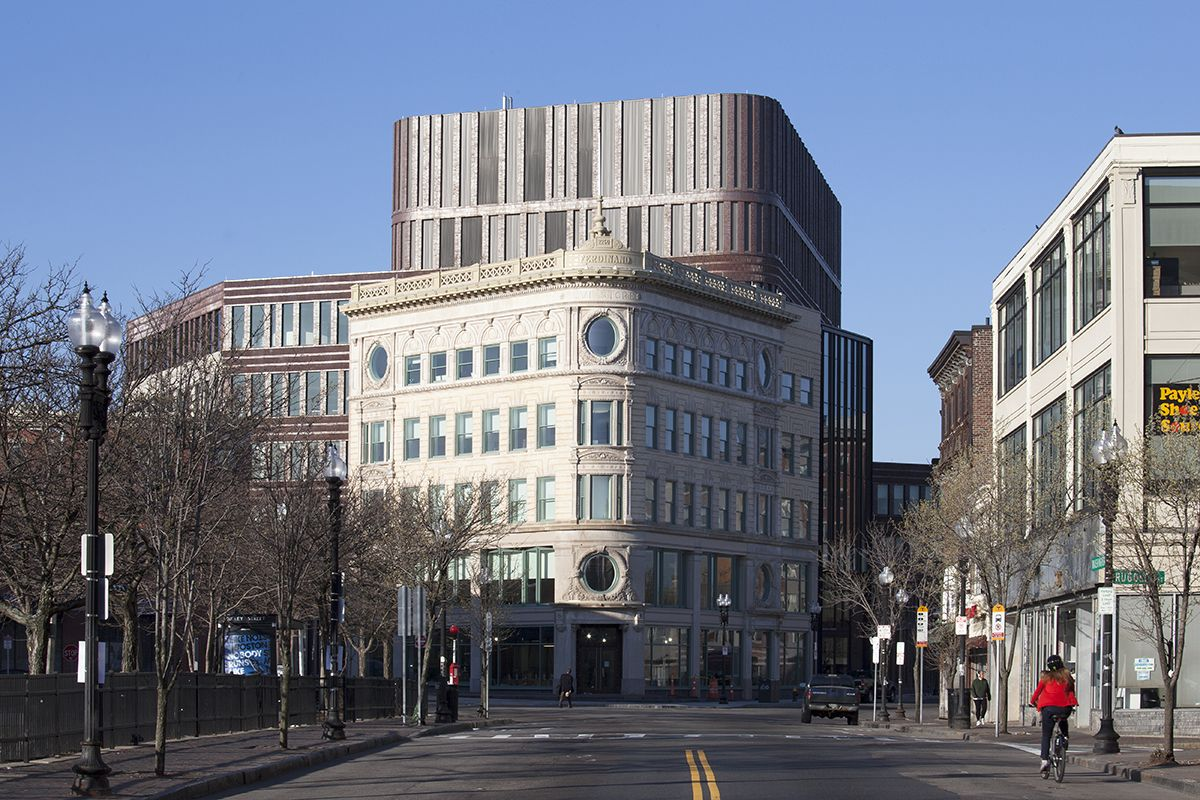
Edifici Municipal Bruce C. Bolling Boston, US
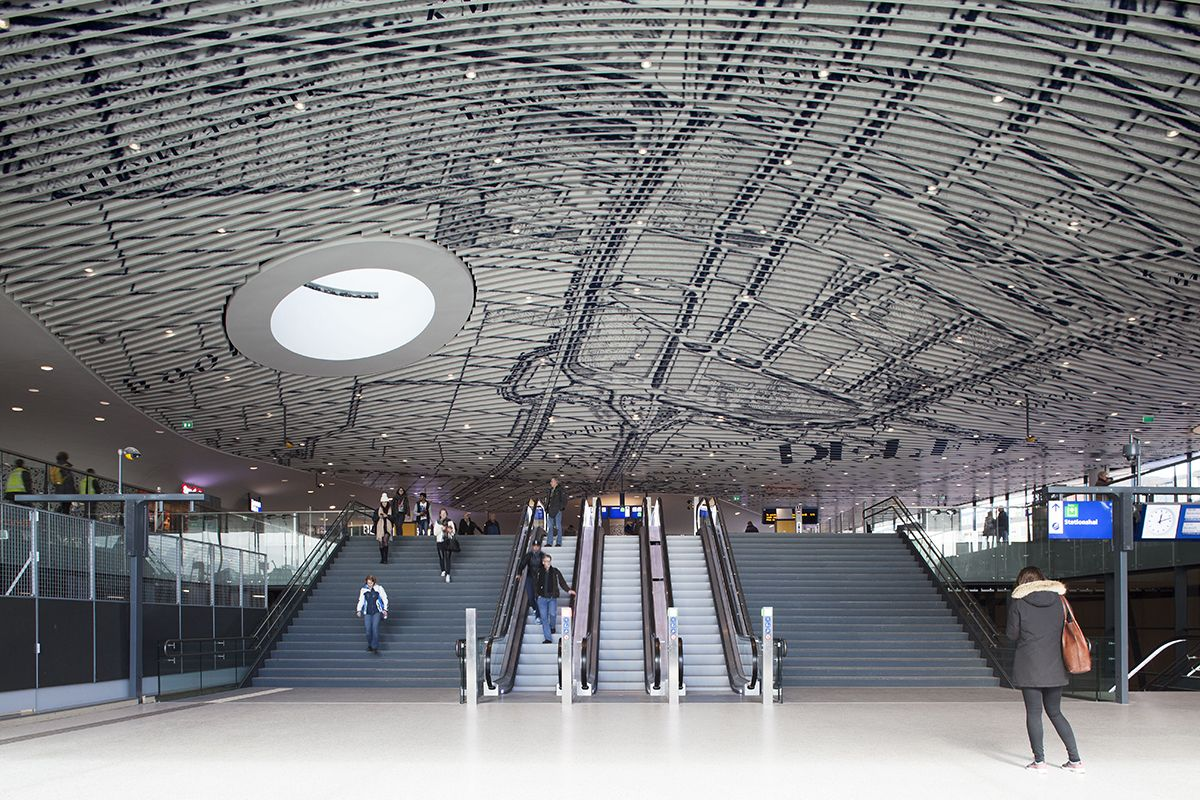
Oficines Municipals i estació del tren Delft, Països Baixos
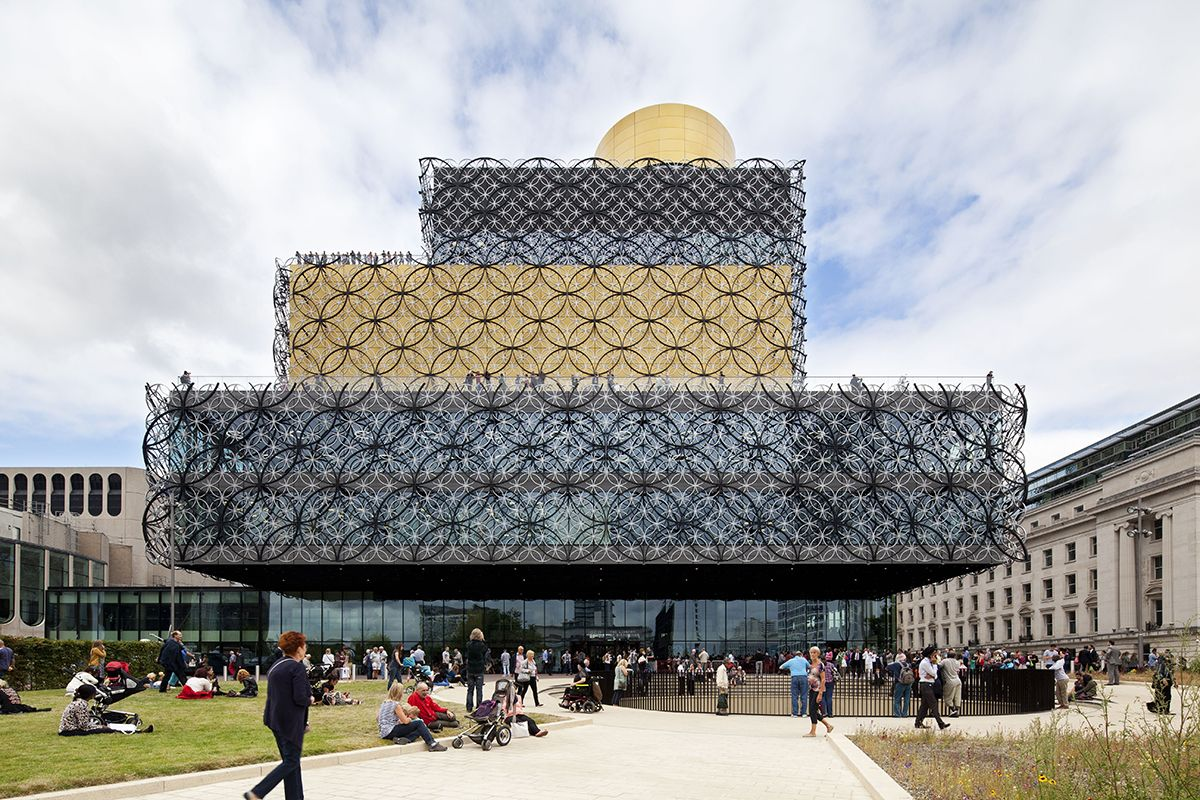
Biblioteca de Birmingham Birmingham, UK
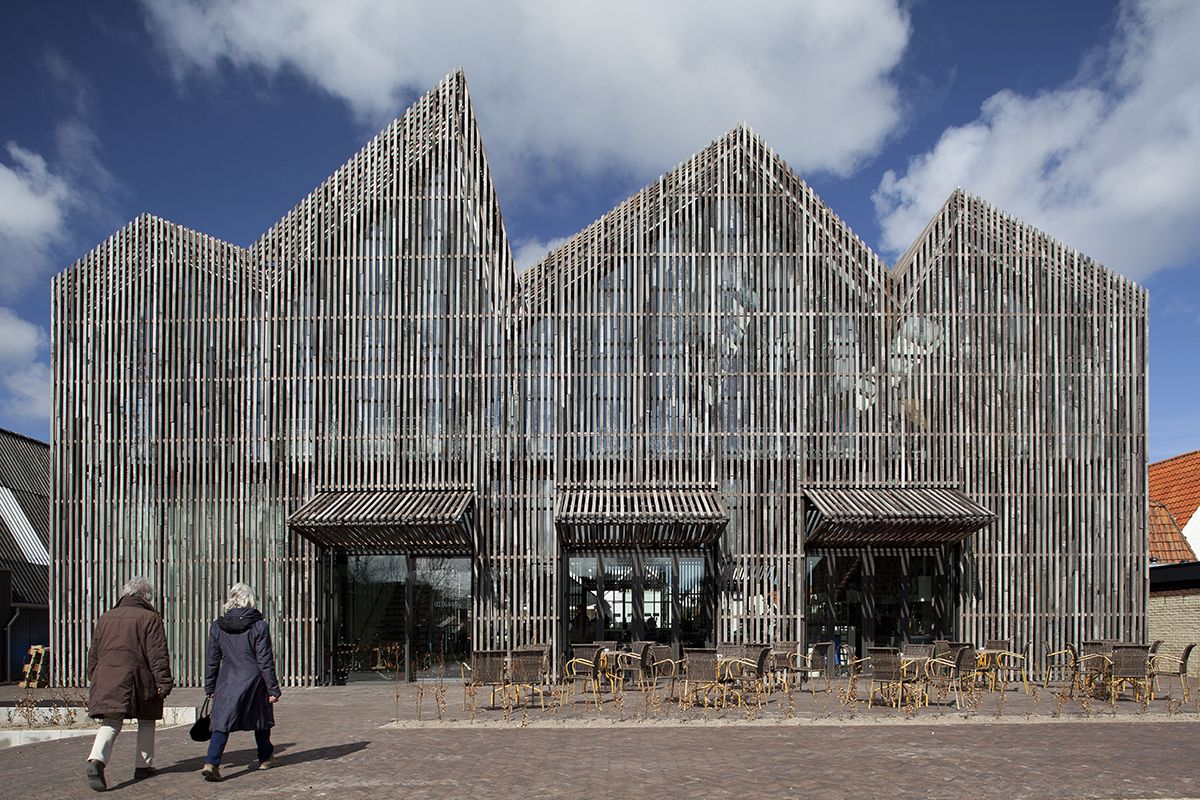
Kaap Skil, Marítima i Museu Beachcombers Oudeschild, Països Baixos
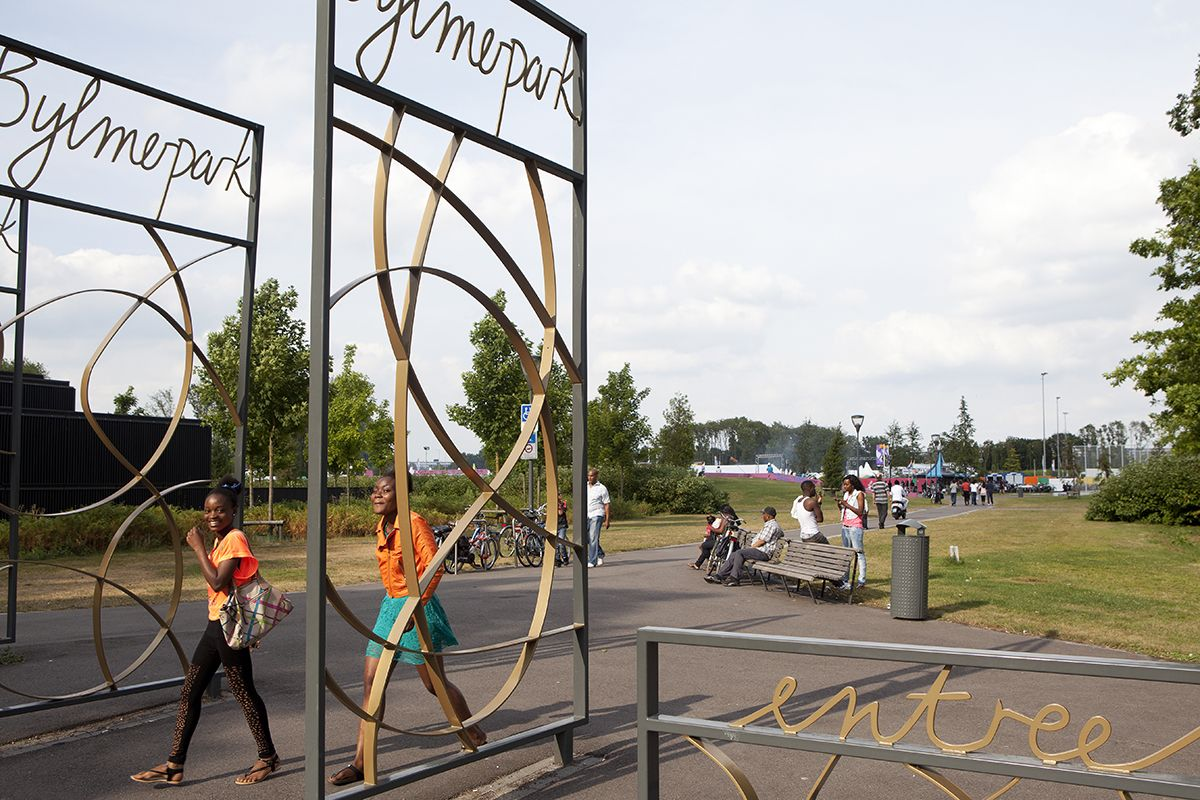
Nelson Mandela Park Ámsterdam-Zuidoost, Països Baixos
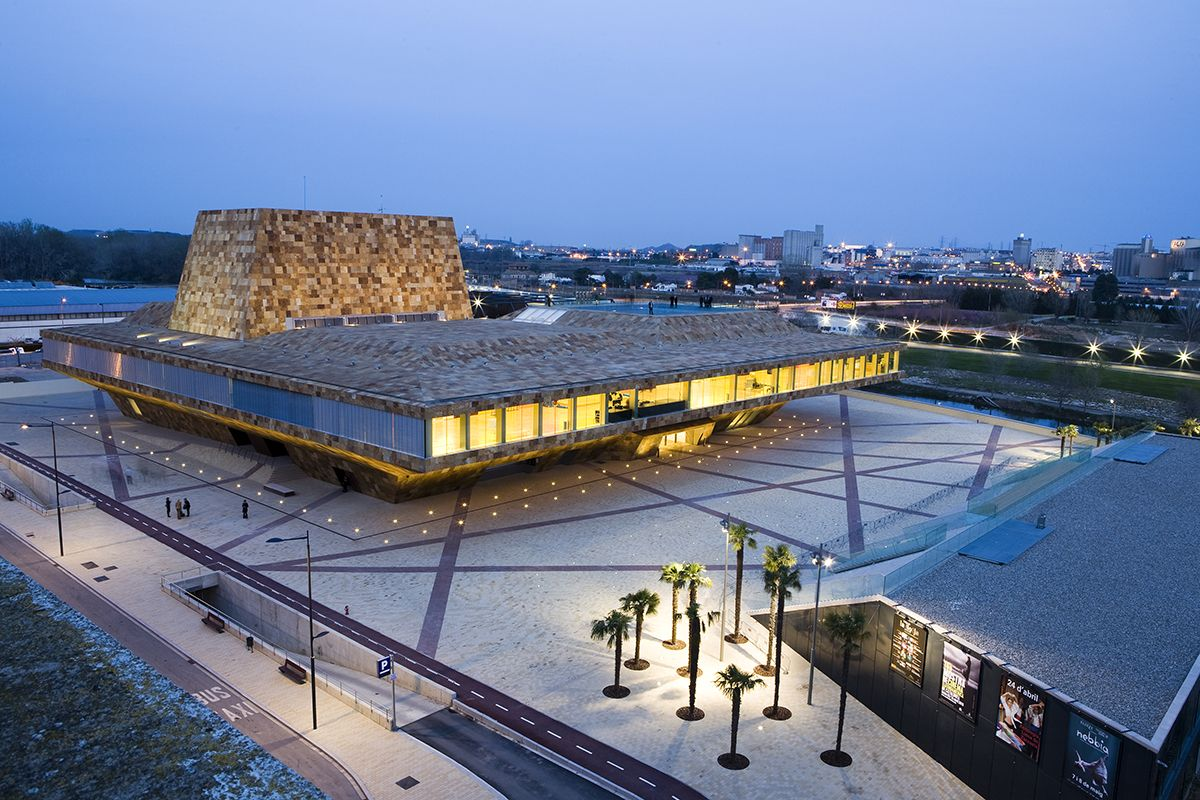
La Llotja, teatre i centre de Conferències Lleida, Catalunya
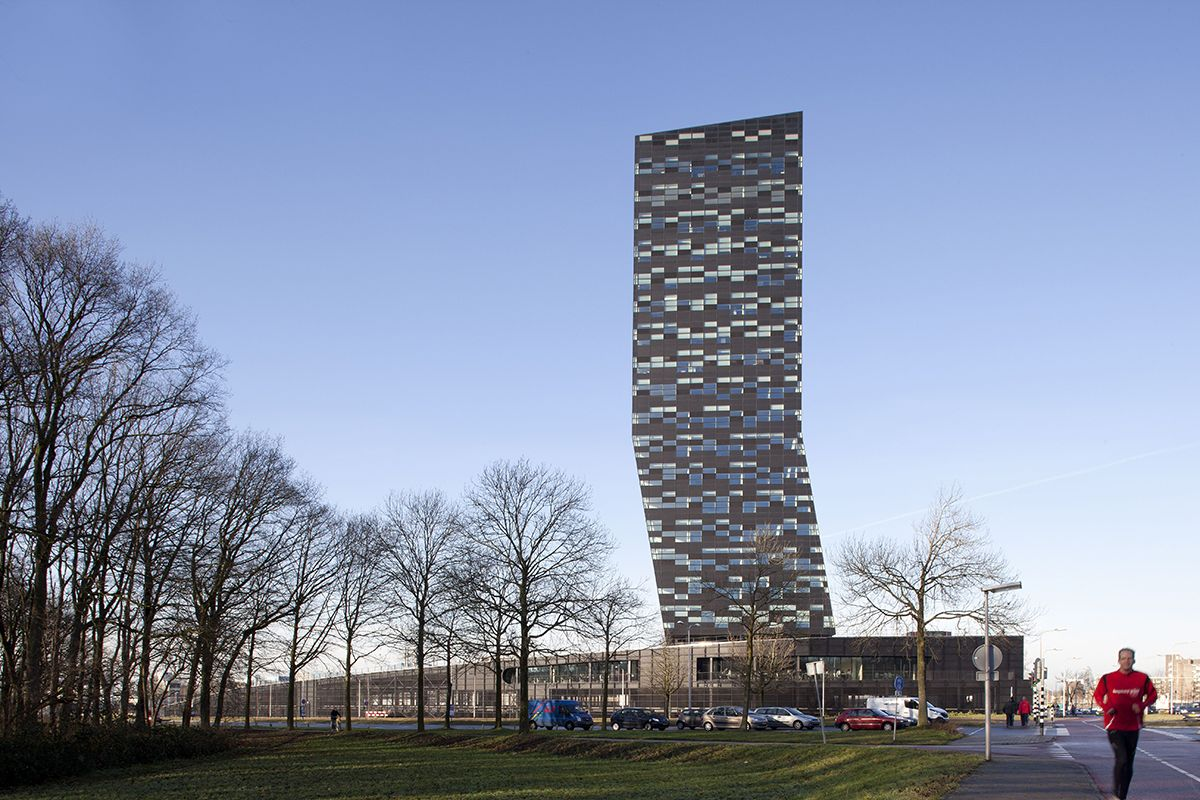
FiftyTwoDegrees Nijmegen, Països Baixos
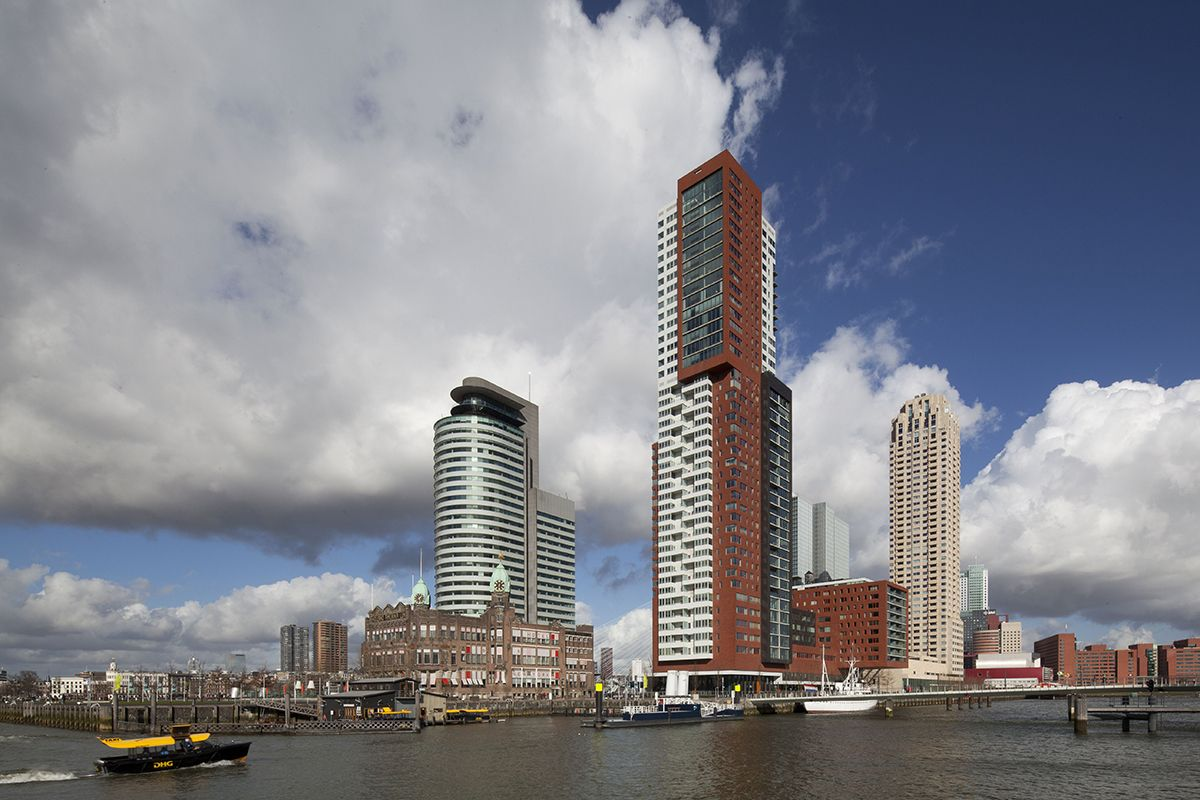
Torre residencial Montevideo Ròterdam, Països Baixos
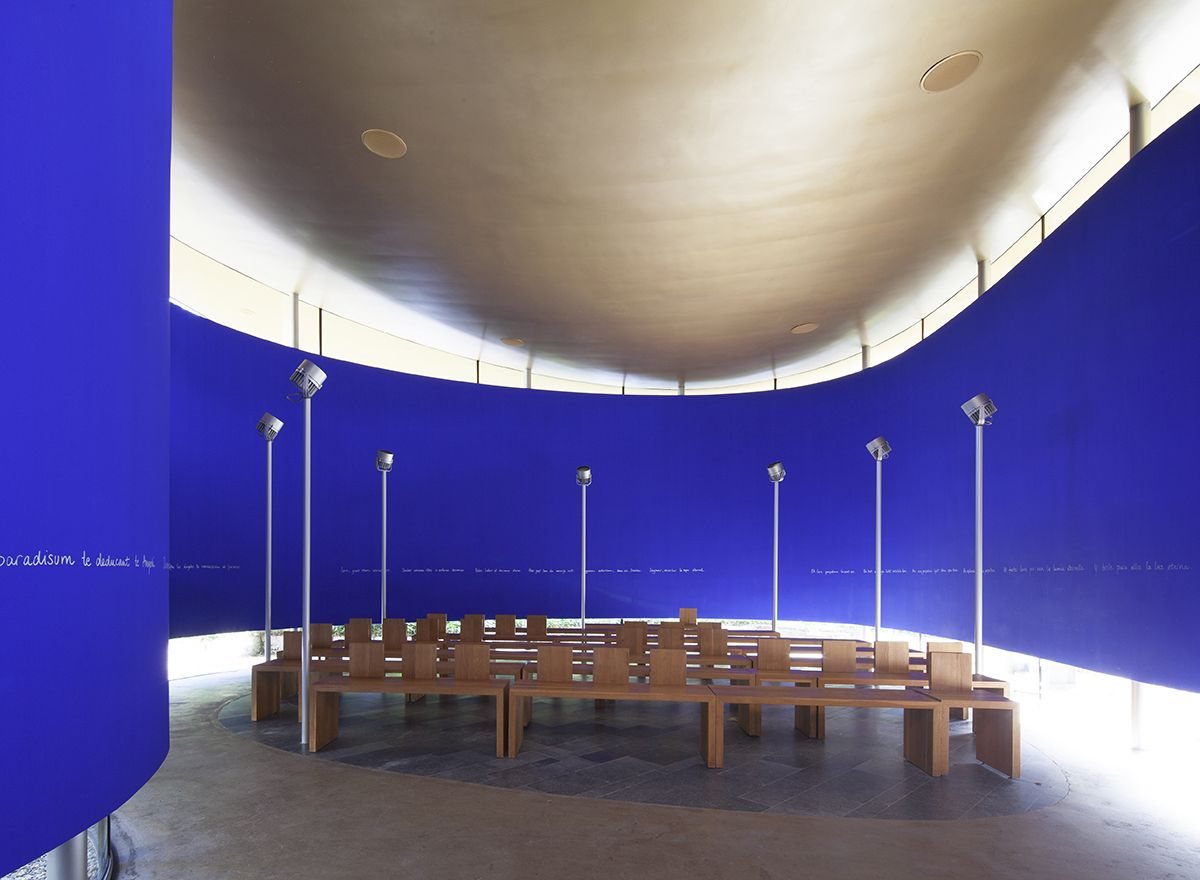
Capella de Santa Maria dels Àngels Ròterdam, Països Baixos
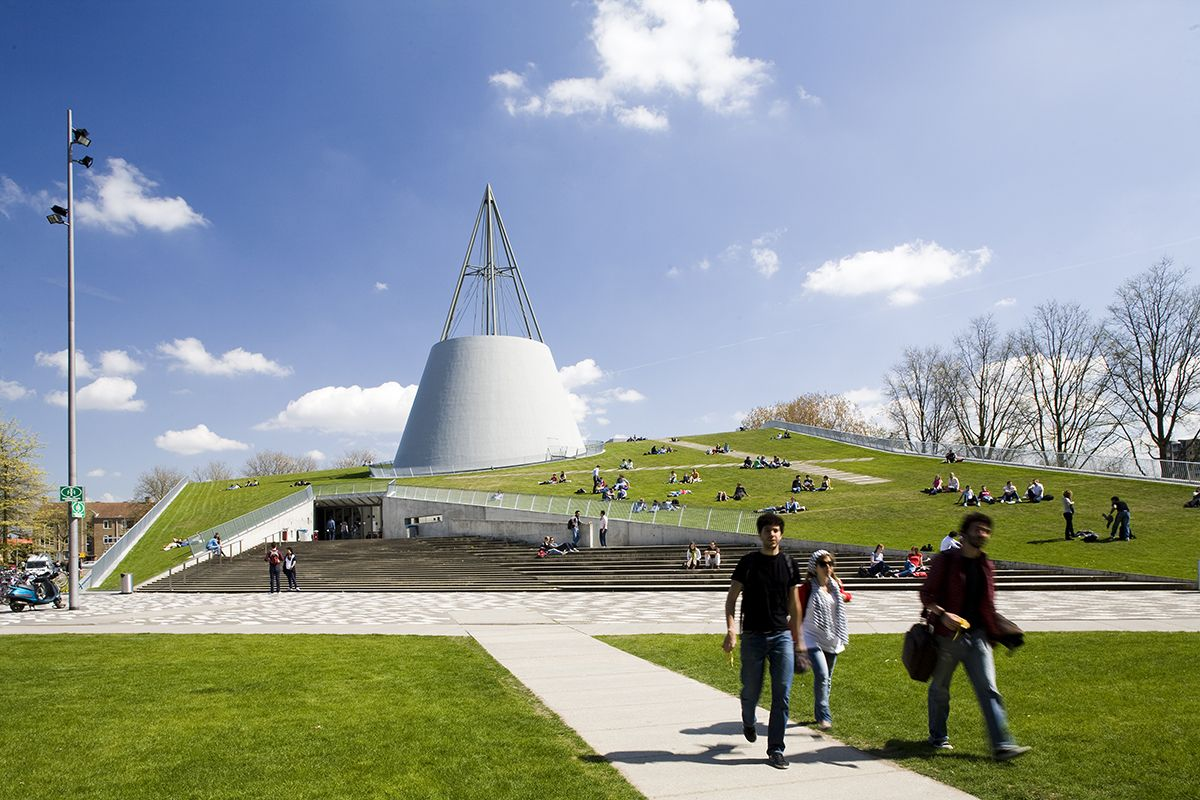
Biblioteca de la Universitat de Tecnologia de Delft Delft, Països Baixos
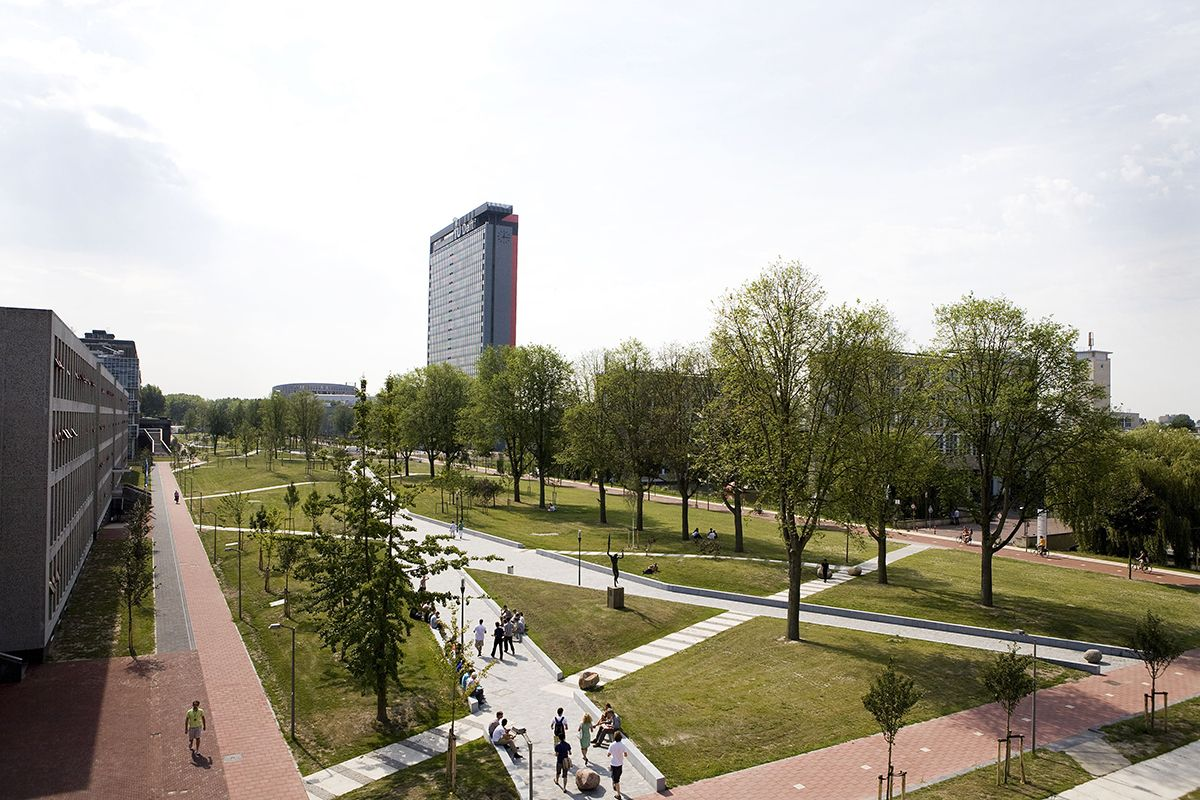
Mekel Park, Universitat de Tecnologia de Delft Delft, Països Baixos